# QantasLink
QantasLink ist ein Markenname der australischen Fluggesellschaft Qantas Airways für Regionalflüge innerhalb Australiens, unter dessen Corporate Identity mehrere Regionalfluggesellschaften operieren.

## Geschichte
Vor der Gründung von QantasLink im Jahr 2002 flogen mehrere Tochtergesellschaften der Qantas Airways unter eigenem Namen. Im Jahr 2002 wurde für die regionalen Tochtergesellschaften, wie Air Link, Sunstate Airlines, Eastern Australia Airlines und Southern Australia Airlines, eine gemeinsame Handelsmarke entwickelt. Für kurze Zeit übernahm QantasLink mit Boeing 717-200 der von Qantas übernommenen Impulse Airlines einige Nebenstrecken von Qantas.
Nach der Gründung der Billigfluggesellschaft Jetstar Airways durch Qantas wurden die Maschinen und die Strecken von Jetstar übernommen. Im Jahr 2005/06 wurden acht Boeing 717-200 an QantasLink zurückgegeben, da Jetstar neue Airbus A320-200 erhielt.
Der Marke QantasLink sind heute die Fluggesellschaften Eastern Australia Airlines, Sunstate Airlines und Cobham Aviation Services Australia angeschlossen.

## Regional Link
Regional Link ist ein regionaler Serviceverbund in Australien und ein angegliedertes Mitglied der QantasLink. Sie führt Franchiseaufgaben für mehrere kleine Regionalfluggesellschaften durch. Regional Link übernimmt deren Service, wie etwa Reservierungen, Marketing, Bodenabfertigung und Bordverpflegung, die angeschlossenen Gesellschaften fliegen dennoch unter eigenen Namen und Farben. Mitglieder sind beispielsweise Airnorth und Alliance Airlines.

## Flugziele
Das von QantasLink angebotene nationale Streckennetz wird von Eastern Australia Airlines, Sunstate Airlines, Cobham Aviation Services Australia und Alliance Airlines betrieben.

## Flotte

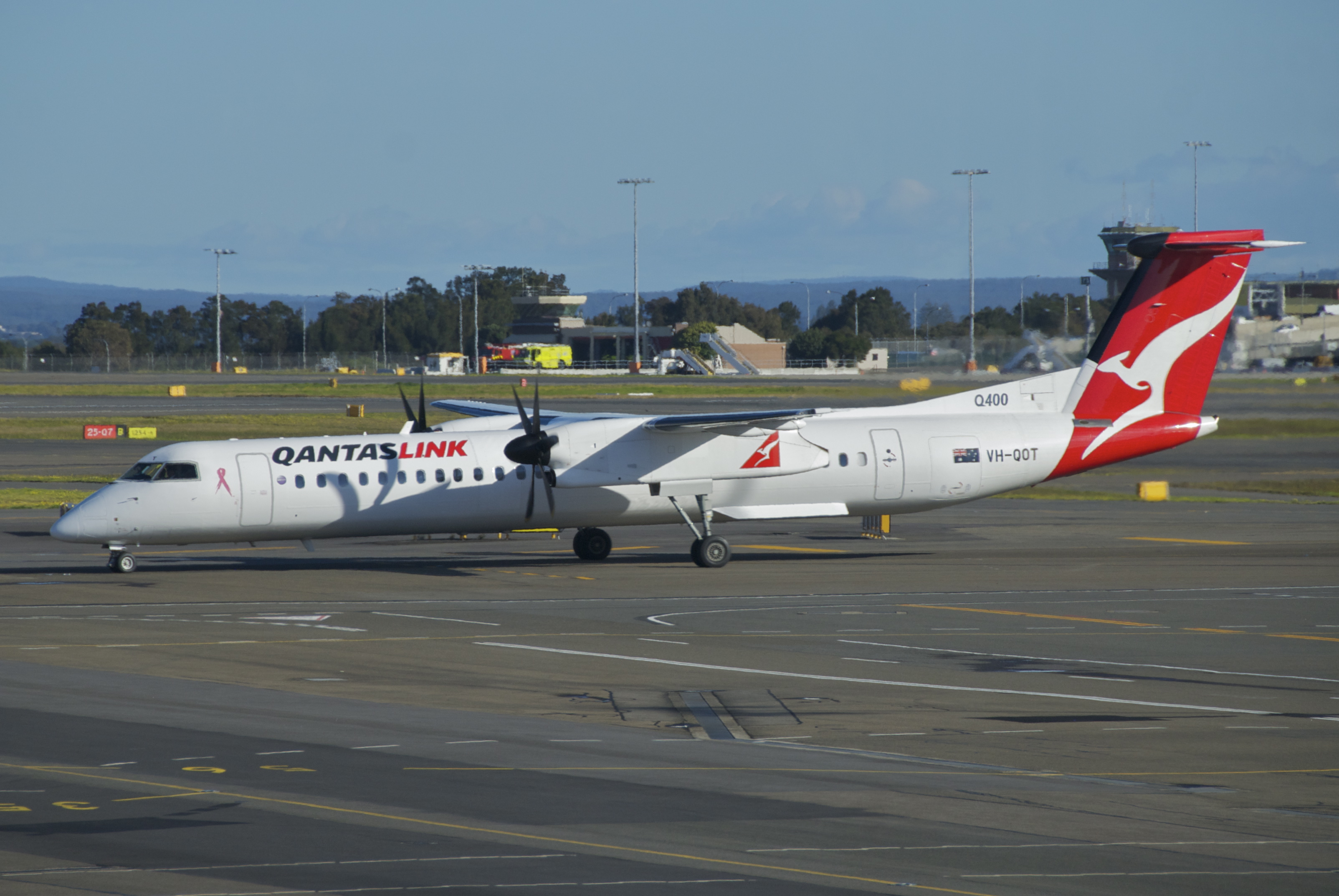
De Havilland DHC-8-400 der QantasLink

### Aktuelle Flotte
Mit Stand April 2025 besteht die unter der Marke QantasLink betriebene Flotte aus 109 Flugzeugen mit einem Durchschnittsalter von 18,8 Jahren:
| Flugzeugtyp            | Anzahl | bestellt | Anmerkungen                                                              | Sitzplätze (Business/Economy) | Durchschnittsalter |
| ---------------------- | ------ | -------- | ------------------------------------------------------------------------ | ----------------------------- | ------------------ |
| Airbus A220-300        | 06     | 23       | betrieben durch National Jet Systems                                     | 137 (10/127)                  | 00,8 Jahre         |
| Airbus A319-100        | 08     | 01       | betrieben durch Network Aviation; je einer inaktiv                       | 150 (-/150)                   | 19,3 Jahre         |
| Airbus A320-200        | 015    |          | betrieben durch Network Aviation; je einer inaktiv                       | 180 (-/180)                   | 20,2 Jahre         |
| De Havilland DHC-8-200 | 02     |          | betrieben durch Eastern Australia Airlines; je eine inaktiv              | 36 (-/36)                     | 28,9 Jahre         |
| De Havilland DHC-8-300 | 05     |          | betrieben durch Eastern Australia Airlines; je eine inaktiv              | 50 (-/50)                     | 21,7 Jahre         |
| De Havilland DHC-8-400 | 034    | 11       | betrieben durch Sunstate Airlines; eine inaktiv; ersetzen DHC-8-200/-300 | 74 (-/74)                     | 15,5 Jahre         |
| Embraer ERJ-190        | 024    |          | betrieben durch Alliance Airlines                                        | 97 (9/88) 94 (10/84)          | 17,6 Jahre         |
| Fokker 100             | 015    |          | betrieben durch Network Aviation; zwei inaktiv                           | 100 (-/100)                   | 31,8 Jahre         |
| Gesamt                 | 109    | 35       |                                                                          |                               | 18,8 Jahre         |

### Aktuelle Sonderbemalungen
| Bemalung               | Flugzeugtyp     | Luftfahrzeugkennzeichen | Zeitraum           | Bild |
| ---------------------- | --------------- | ----------------------- | ------------------ | ---- |
| Minyma Kutjara Tjukurp | Airbus A220-300 | VH-X4A                  | seit November 2023 |      |
| Discover Tasmania      | Boeing 717-200  | VH-YQW                  | seit Mai 2014      |      |

### Ehemalige Flugzeugtypen
- BAe 146-100
- BAe 146-200
- BAe 146-300
- De Havilland DHC-8-100
- Boeing 717-200